# Mus mahomet
Il topo di Sheikh Mahomet (Mus mahomet Rhoads, 1896) è un roditore della famiglia dei Muridi diffuso nell'Africa orientale.

## Descrizione
Roditore di piccole dimensioni, con la lunghezza della testa e del corpo tra 68 e 70 mm, la lunghezza della coda tra 44 e 54 mm, la lunghezza del piede tra 14 e 16 mm, la lunghezza delle orecchie tra 12 e 14 mm.
La pelliccia è densa e leggermente ispida. Le parti superiori sono bruno-nerastre, con dei riflessi bruno-fulvi lungo i fianchi e sulle guance. Le parti inferiori sono bianco-grigiastre con dei riflessi fulvi sul petto, il collo e la gola. Una banda laterale fulvo scura si estende distintamente lungo i fianchi da sotto le spalle fino all'anca e lungo la coscia fino al tallone. I piedi sono bruno-argentati. La coda è più corta della testa e del corpo, bruno-nerastra sopra, bruno-argentata sotto. Le femmine hanno 2 paia di mammelle pettorali e 2 paia inguinali.

## Biologia

### Comportamento
È una specie terricola. 

## Distribuzione e habitat
Questa specie è diffusa negli altopiani etiopici dall'Eritrea a nord, attraverso l'Etiopia fino all'Uganda ed il Kenya sud-occidentali.
Vive nelle foreste montane, nelle boscaglie e nelle praterie degli altopiani etiopici. Si trova in diversi ambienti secondari sebbene non sia commensale dell'uomo.

## Conservazione
La IUCN Red List, considerato che questa specie è comune, ampiamente diffusa ed adattabile a zone precedentemente coltivate, classifica Mus mahomet come specie a rischio minimo (Least Concern).